# Whatever It Takes (piosenka Leony Lewis)
"Whatever It Takes" to piosenka brytyjskiej wokalistki Leony Lewis, z jej debiutanckiego albumu zatytułowanego "Spirit", który został wydany 9 listopada 2007 roku. Utwór spotkał się z mieszanymi recenzjami, był chwalony za optymistyczną instrumentację, ale krytykowany za pozbawionego "kopa". Był to pierwszy utwór z płyty, który zaczerpnął inspirację z gospel-popu. Lewis wykonała piosenkę na festiwalu Rock in Rio w 2010 roku i podczas jej debiutanckiej trasy koncertowej, The Labyrinth. Został on później włączony do kolejnej wersji DVD o nazwie The Labyrinth Tour: Live from the O2.

## Produkcja
Utwór został współtworzony przez samą wokalistka wraz z Novelem Stevensonem i Tonym Reyem. Jego produkcją zajęli się Dallas Austin oraz Stevenson. Piosenka była nagrywana w DARP Studios i Doppler Studios w Atlancie oraz w Battery Studios w Nowym Jorku przez Carlton Lynn. W nagraniu wzięło udział wielu instrumentalistów m.in.: wiolonczeliści Kenn Wagner, Olga Shiptko, Amy Chang i William Pu. Lewis zadbała o  chórki w piosence, a proces nagrywania utworu był nadzorowany przez Kimberly L. Smith. Wprowadziła ona go na pierwszą trasę koncertową artystki "The Labyrinth". Lewis wyznała, że "Whatever It Takes" była pierwszą piosenką napisaną na jej debiutancką płytę.

## Kompozycja i przyjęcie
"Whatever It Takes " jest optymistyczną, gospelowo-popową piosenką w średnim tempie, która trwa  03:27. Piosenka została skomponowana w tonacji E-dur z metrum 96 uderzeń na minutę. Skala głosu Lewis obejmuje ponad dwie oktawy od niskiej nuty Bb3 po wysoką Bb5. Utwór otrzymał mieszane recenzje krytyków muzycznych. Nate Chinen z The New York Times był pochlebny dla "Whatever It Takes ", pisząc, że jest to "optymistyczny hymn". Recenzent The Sun także opisał piosenkę jako "hymn podnoszący na duchu". Natomiast Sarah- Louise James z Daily Star napisała, że choć element muzyki gospel ma  ładny wstęp, to sam utwór "nie ma prawdziwego kopa". ] Kitty Imperium z The Guardian była krytyczna wobec piosenki, pisząc, że "nawet Dallas Austin, który pracował z Sugababes, nie pomógł "Whatever It Takes", a w utworze brakuje zabawy."

## Wykonania na żywo
Lewis wykonała "Whatever It Takes" na festiwalu Rock in Rio w Lizbonie w dniu 22 maja 2010 roku. Został on również włączony jako czwarty utwór na setlistę trasy koncertowej The Labyrinth, a później wydany na płycie DVD z trasy, zatytułowanej The Labyrinth Tour: Live from the O2. Lewis wykonała piosenkę w pierwszej części koncertu, wraz z "Brave" jako piosenkę otwierającą, "Don't Let Me Down" oraz "Better in Time" i "Take a Bow". W trakcie tej części na scenie został urządzony zamek, akrobaci zwisali z jego sufitu na dużych kawałków materiału, podczas gdy Lewis miała na sobie złotą, cekinową sukienkę i wysokie buty.

## Tract lista
- CD Version/Deluxe Edition

2. "Whatever It Takes" – 3:27
- US standard/deluxe edition[10][11]

3. "Whatever It Takes" - 3:27
- The Labyrinth Tour: Live from the O2[12]

5. "Whatever It Takes" (Live from the O2) - 3:26

## Notowania
| Chart (2007)                             | Najwyższa pozycja |
| ---------------------------------------- | ----------------- |
| UK Singles (The Official Charts Company) | 61                |